# Trypolis (gmina w Libii)
Trypolis (arab. طرابلس, Ţarābulus) – gmina w Libii ze stolicą w Trypolisie.
Liczba mieszkańców – 988 tys.
Kod gminy – LY-TB (ISO 3166-2).